# 鳥取県道211号猪子原上石見停車場線
鳥取県道211号猪子原上石見停車場線（とっとりけんどう211ごう いのこはらかみいわみていしゃじょうせん）は、鳥取県日野郡日南町を通る一般県道である。

## 概要
日野郡日南町豊栄から日野郡日南町中石見に至る。

### 路線データ
- 起点：鳥取県日野郡日南町豊栄（岡山県道・鳥取県道11号新見多里線交点）
- 終点：鳥取県日野郡日南町中石見（JR西日本伯備線 上石見駅前、岡山県道・鳥取県道8号新見日南線上）
- 総延長：10.9 km

## 路線状況

### 重複区間
- 岡山県道・鳥取県道8号新見日南線（日野郡日南町下石見 - 日野郡日南町中石見（終点））

## 地理

### 通過する自治体
- 鳥取県
  - 日野郡日南町

### 交差する道路
| 交差する道路                                 | 交差する場所 | 交差する場所 |
| -------------------------------------------- | ------------ | ------------ |
| 岡山県道・鳥取県道11号新見多里線             | 豊栄         | 起点         |
| 岡山県道・鳥取県道8号新見日南線 重複区間起点 | 下石見       |              |
| 岡山県道・鳥取県道8号新見日南線 重複区間終点 | 中石見       | 終点         |

### 交差する鉄道
- 伯備線

### 沿線
- 福栄郵便局
- 上石見郵便局
- JR西日本伯備線 上石見駅